# Manuel Carbó Juan
Manuel Carbó Juan   (Ojos Negros, 1923 - 28 de juliol de 2019) va ser un polític valencià.
Treballà com a conseller laboral i membre del Jurat d'Empresa d'Altos Hornos de Vizcaya i després d'Altos Hornos del Mediterráneo, de manera que es va establir a Sagunt, on fou un dels refundadors tant de la UGT com del PSOE al Camp de Morvedre.
A les eleccions municipals espanyoles de 1979 fou escollit el primer alcalde democràtic de Sagunt pel PSPV-PSOE. No es va presentar a la reelecció, ja que el mes de juliol de 1983 fou designat Senador per les Corts Valencianes, càrrec que va ocupar fins a 1995. Ha estat secretari primer de la Comissió de Peticions del Senat, de 1991 a 1993.